# David Wallace-Wells

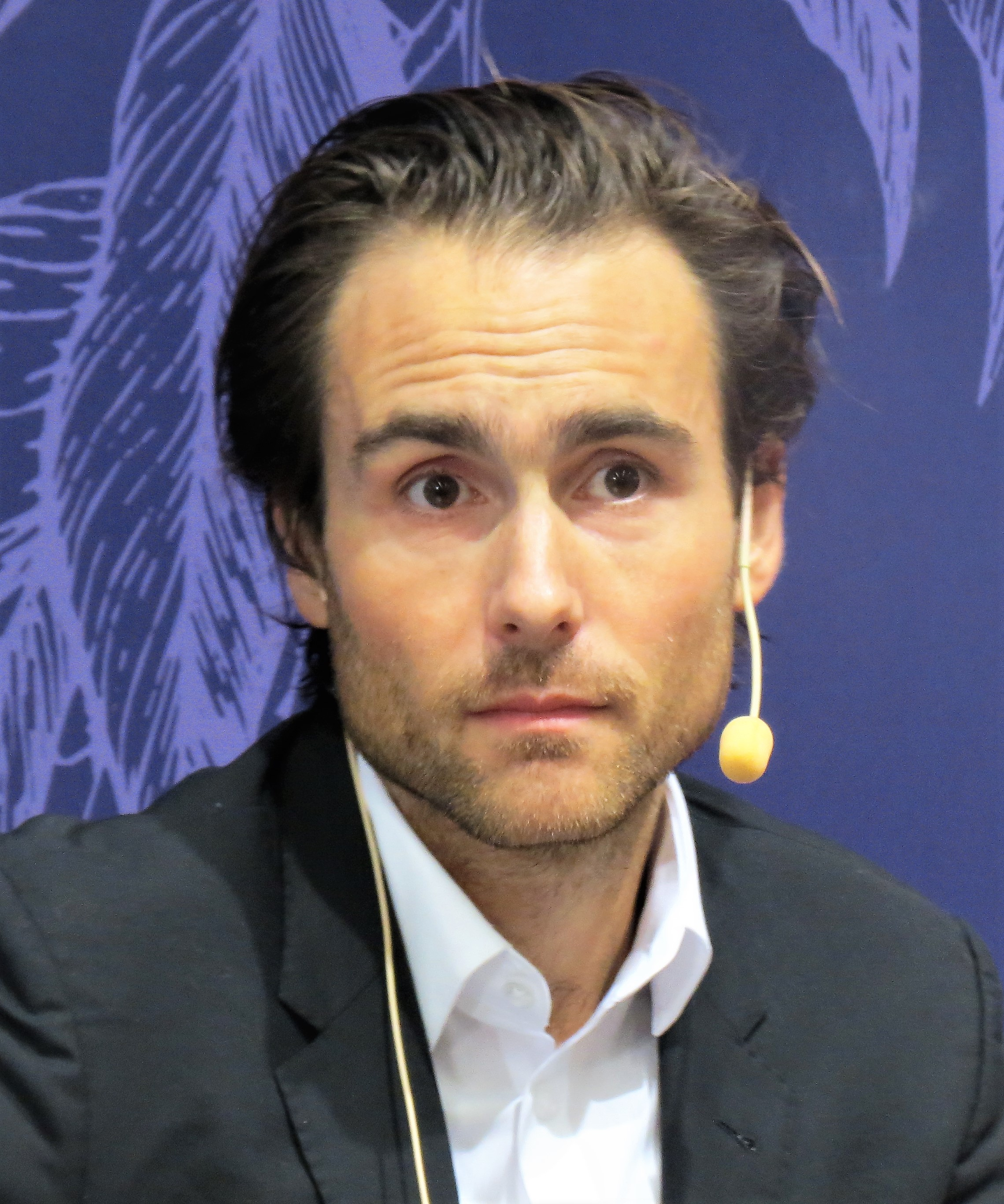
David Wallace-Wells

David Wallace-Wells, geboren 1982, ist ein US-amerikanischer Journalist und Schriftsteller. Sein Artikel Die unbewohnbare Erde aus dem Jahr 2017, erschienen im New York Magazine, erregte hohe Aufmerksamkeit, sein gleichnamiges Buch aus dem Jahr 2019 stand auf den Bestsellerlisten von New York Times und Spiegel.

## Leben und Werk
Wallace-Wells ist stellvertretender Chefredakteur des New York Magazine. Wallace-Wells studierte an der Universität von Chicago und an der Brown University, an der er 2004 seinen Abschluss in Geschichte erwarb. Er war National Fellow der New America Foundation und davor stellvertretender Herausgeber von The Paris Review. Er schreibt auch für die britische Tageszeitung The Guardian. Seit 2017 befasst er sich mit dem vom Menschen verursachten Klimawandel und dessen Folgen für das Habitat. Er war National Fellow der New America Foundation und  zuvor stellvertretender Herausgeber von The Paris Review. In diesem Jahr publizierte er einen längeren Artikel mit dem Titel The Uninhabitable Earth, der in seinen düsteren Konsequenzen wie ein Blitz in der Community der Klima- und Umweltforscher einschlug. Aus diesem Artikel entwickelte er das Buch desselben Titels, welches schnell Furore machte. Sein Buch Die unbewohnbare Erde entwirft Szenarien für das Leben nach der Erderhitzung. Artikel und Buch beschreiben die schlimmstmöglichen Folgen der Klimaerwärmung. Dennoch zeigt sich der Autor optimistisch, dass die Menschheit die Krise werde bewältigen können. In einem offenen Brief lobten ihn zwar drei namhafte Akademiker für die drastisch beschriebenen Szenarien, widersprachen hingegen dem Optimismus und dem Glauben an die mögliche Rettung des Planeten.
Das Buch landete auf der Bestsellerlisten der New York Times und der Spiegel-Bestsellerlisten. Es wurde sowohl als Books of The Times, als auch von der deutschen Wochenzeitung Der Freitag als Buch der Woche ausgezeichnet. Der britische Journalist und Buchautor Jonathan Watts kommentierte im Guardian: „You have written a hell of a book.“
Cyril Dion interviewt ihn im dreiteiligen Dokumentarfilm Eine neue Welt (Arte F, Frankreich 2022).
Sein erstes Kind wurde geboren, als er das Buch schrieb. Er lebt in New York City.

## Buchpublikation
- Die unbewohnbare Erde: Leben nach der Erderwärmung, übersetzt von Elisabeth Schmalen, Verlag Ludwig, 2019, ISBN 978-3-453-28118-9